# Drugi obszar płatniczy
Drugi obszar płatniczy – określenie używane w PRL odnoszące się do krajów kapitalistycznych posługujących się tzw. walutami wymienialnymi na czele z dolarem. W obszarze tym nie miały żadnej wartości niepodlegające normalnej wymienialności waluty krajów bloku wschodniego, który w tym kontekście nazywano pierwszym obszarem płatniczym.